# Вернер, Йозеф (музыкант)
Йозеф Вернер (нем. Joseph Werner; 25 июня 1837, Вюрцбург — 14 ноября 1922, Мюнхен) — немецкий виолончелист, композитор и музыкальный педагог.
Сын главного дирижёра городского театра в Вюрцбурге Фридриха Вильгельма Вернера (1806—1848). В 1852—1856 гг. учился в Мюнхенской консерватории у Йозефа Ментера, а после его смерти (1856) короткое время у Ипполита Мюллера.
В 1856 г. занял позицию солиста в Мюнхенской придворной капелле. В 1857—1904 гг. преподавал в Мюнхенской консерватории, одновременно в 1859—1911 гг. — в известной мюнхенской Максимилиановской гимназии. Среди его многочисленных учеников — Мария Гайст, Эмиль Гербек, Кристиан Дёберайнер, Тони Томс, Карл Эбнер и др. Вернеру принадлежит популярное учебное пособие «Практическая школа игры на виолончели» (нем. Praktische Violoncell-Schule; 1882, в 4 томах), множество сборников этюдов.
В 1867 г. Вернер на некоторое время отправился в Дрезден, чтобы совершенствовать свои композиторские навыки под руководством Фридриха Грюцмахера. Ему принадлежит ряд сольных и ансамблевых сочинений для своего инструмента, а также выполненные в соавторстве с Г. М. Шлеттерером аранжировки камерных сочинений Моцарта и Бетховена.
Кавалер нескольких баварских государственных наград, в том числе Ордена Святого Михаила IV класса (1899).